# Охраняемые природные территории Эстонии
Согласно Закону об охране природы (эст. Looduskaitseseadus) Эстонской Республики, выделяются следующие охраняемые природные объекты:
- охраняемые природные территории,
- заказники,
- постоянные местообитания,
- охраняемые виды и ископаемые,

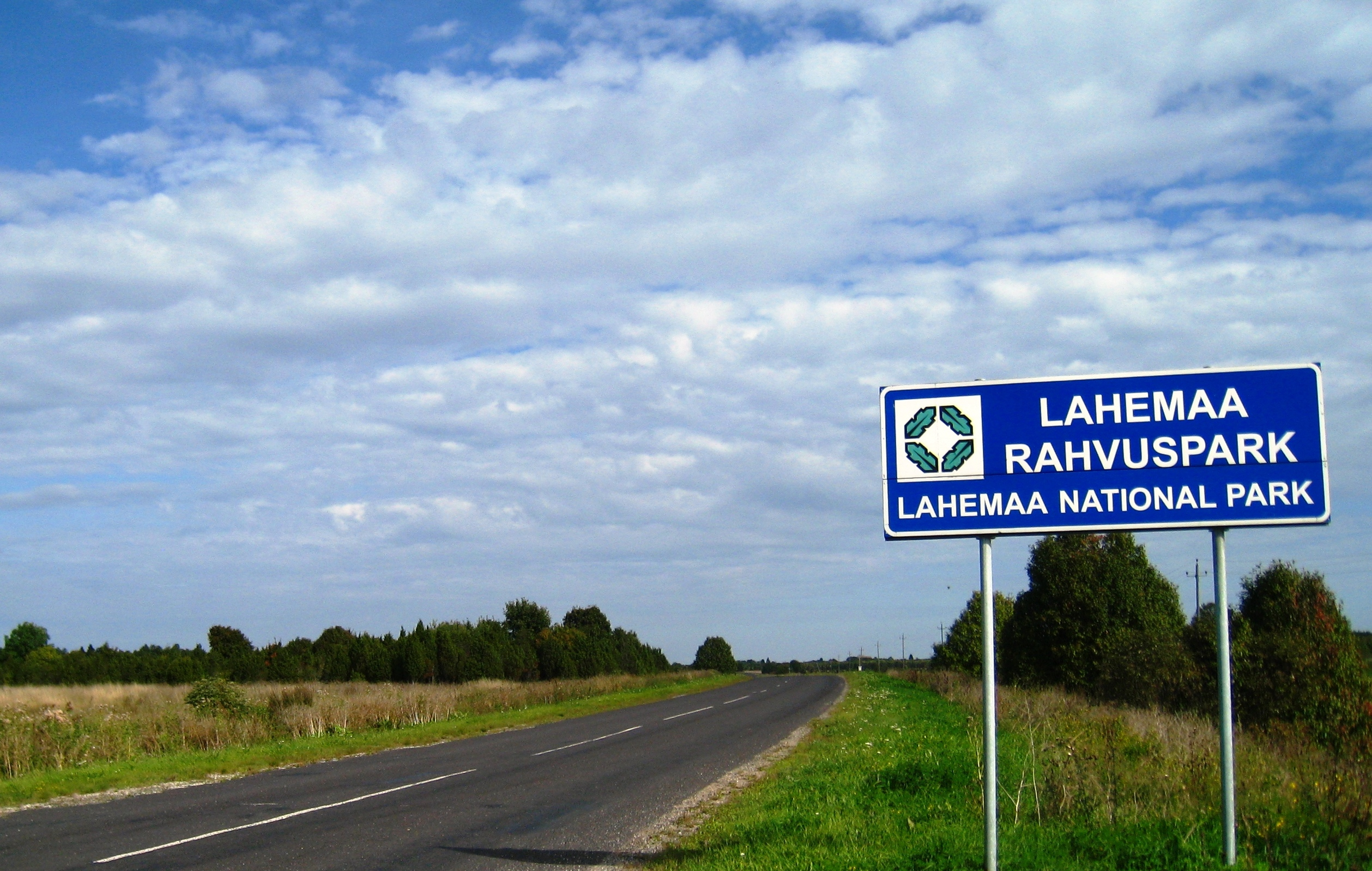
Указатель въезда в национальный парк Лахемаа в деревне Сооринна

- отдельные охраняемые природные объекты,
- природные объекты, охраняемые на уровне  местного самоуправления.

## Классификация охраняемых природных территорий

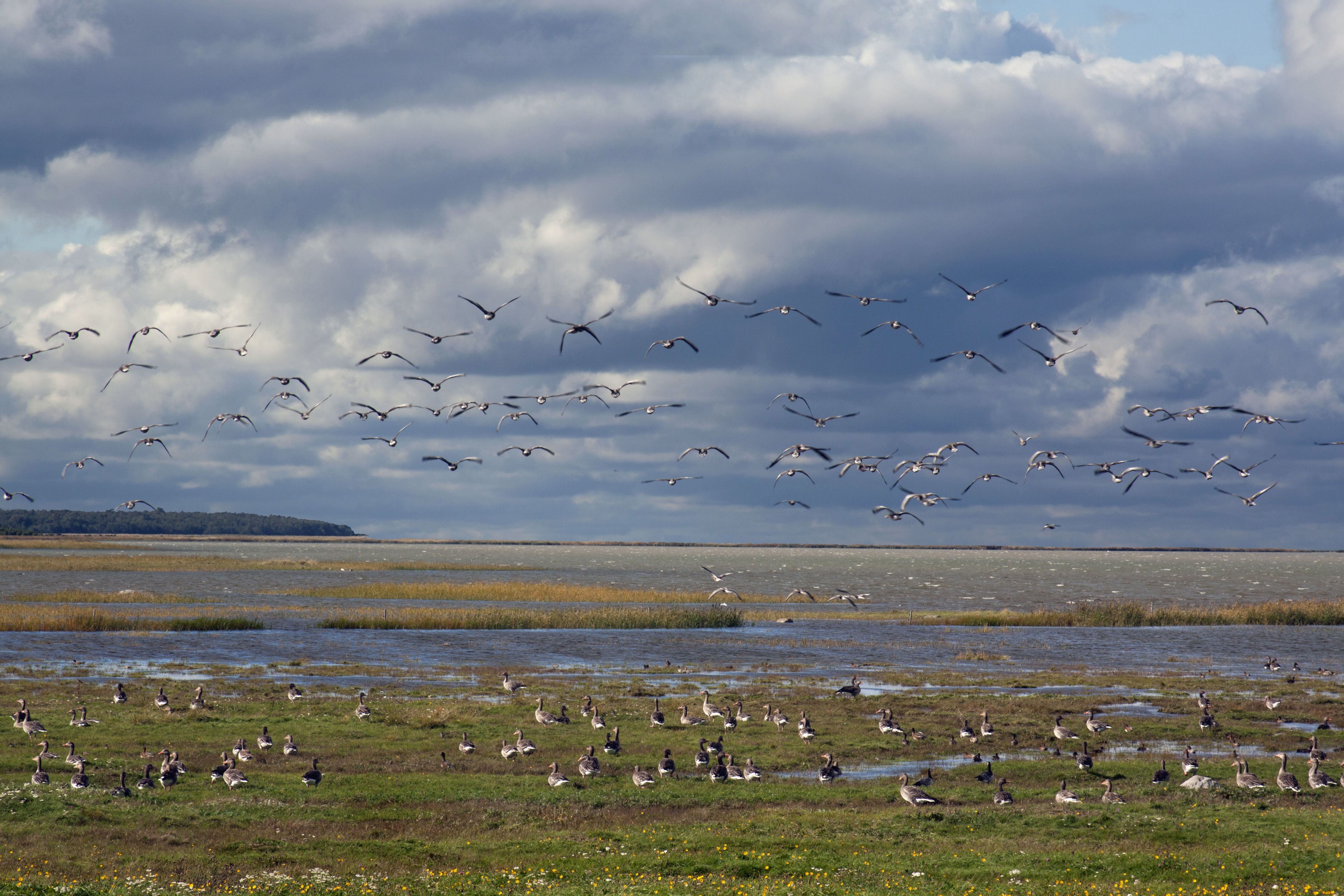
Национальный парк Матсалу

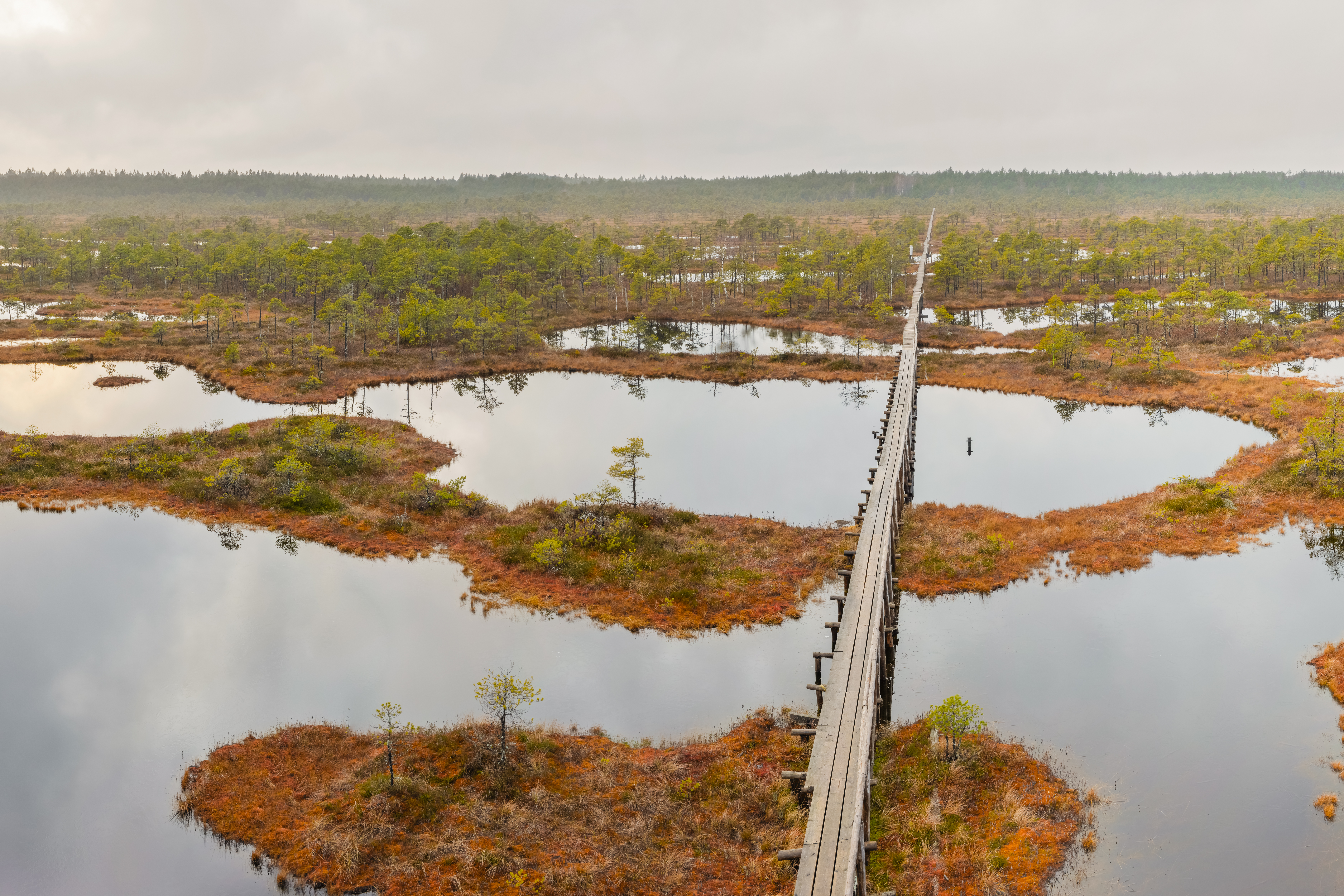
Заповедник Эндла

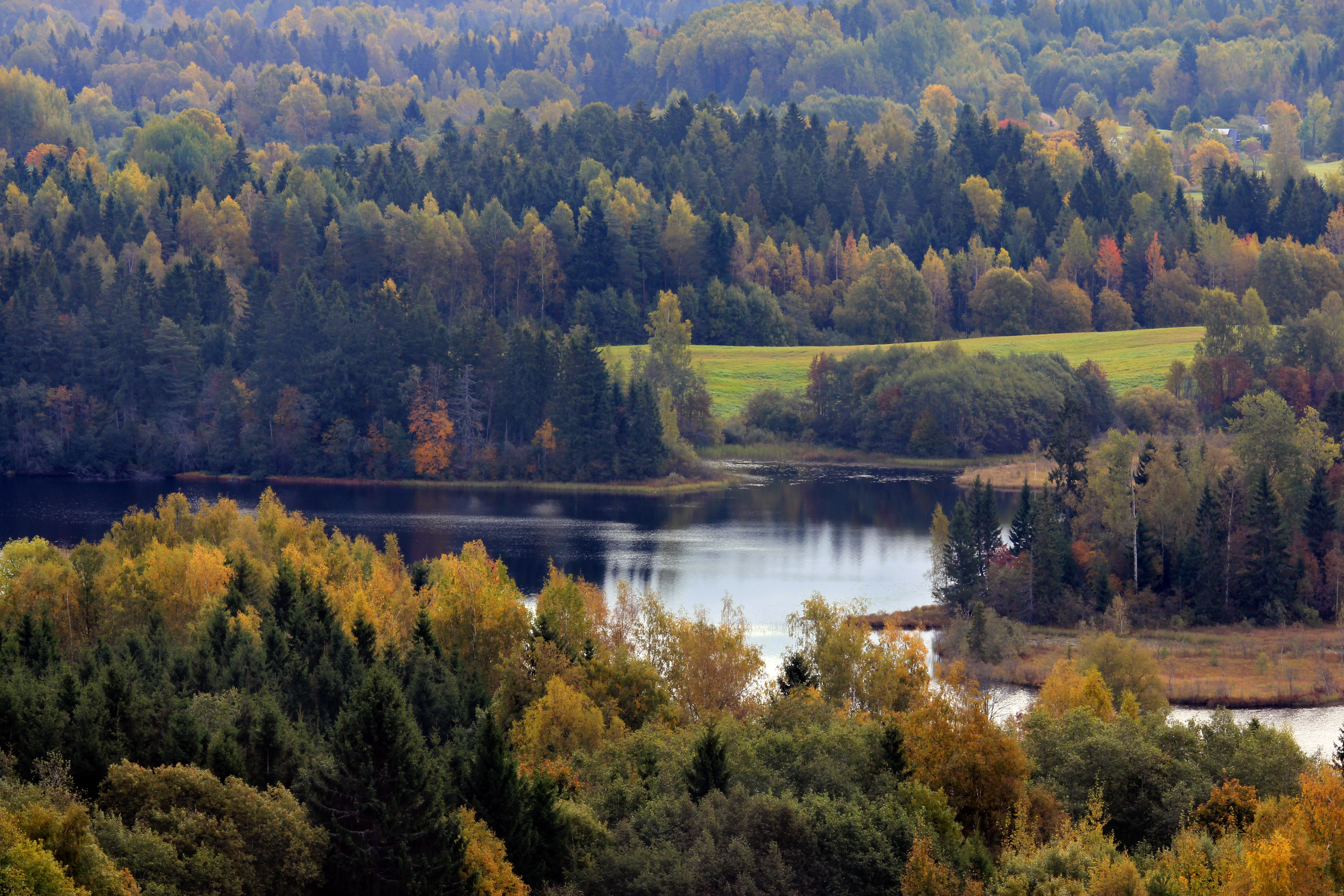
Озеро Васкна в природном парке Хаанья

Охраняемые природные территории Эстонии делятся на следующие типы:
- национальный парк,
- заповедник,
- природный парк (ландшафтный заповедник).

Национальные парки включают в себя экосистемы и ландшафты особой национальной ценности и традиционное культурное наследие.
В Эстонии 6 национальных парков: Лахемаа, Карула, Соомаа, Вилсанди,  Матсалу и Алутагузе.
Первый национальный парк в Эстонии был основан в Лахемаа в 1971 году, предпоследний — Матсалуский — в 2004 году, шестой, Алутагузский национальный парк, — 24 ноября 2018 года.
Заповедники создаются в первую очередь для защиты мест обитания и сообществ редких и исчезающих видов, природные парки — для защиты природных ландшафтов, ландшафтов культурного наследия и отдельных элементов ландшафта.
Выделяются особые виды природных парков:
- парк,
- дендрарий,
- древостой.

Природоохранные территории делятся на зоны:
- резерват,
- зона целевой охраны,
- зона ограниченного доступа.

Резерват имеет самый строгий режим охраны, где людям запрещено находиться в течение всего года. Такие зоны создаются в научных целях для изучения протекания естественных процессов в сообществах / экосистемах в районах, где практически отсутствует прямое влияние деятельности человека.
Зоны целевой охраны по своему содержанию делятся на два вида:
- целевые природоохранные зоны, где охраняется естественное развитие природных процессов (например, болота, естественные леса);
- целевые природоохранные зоны, где иногда необходимо участие человечека (например, уход за лесолугами, покос, выпас на прибрежных пастбищах, обрезка кустарника и т. д.).

В зонах целевой охраны могут быть введены временные ограничения на передвижение (например, на время гнездования птиц).
Зоны ограниченного доступа — это районы с наиболее мягким статусом защиты, которые определяются в случаях, когда для сохранения природных ценностей более строгие ограничения не требуются. Главным требованием здесь является сохранение ландшафтной картины и устойчивое хозяйствование. Зоны ограниченного доступа также служат звеном, связывающим более строго охраняемые зоны в единую охраняемую зону.

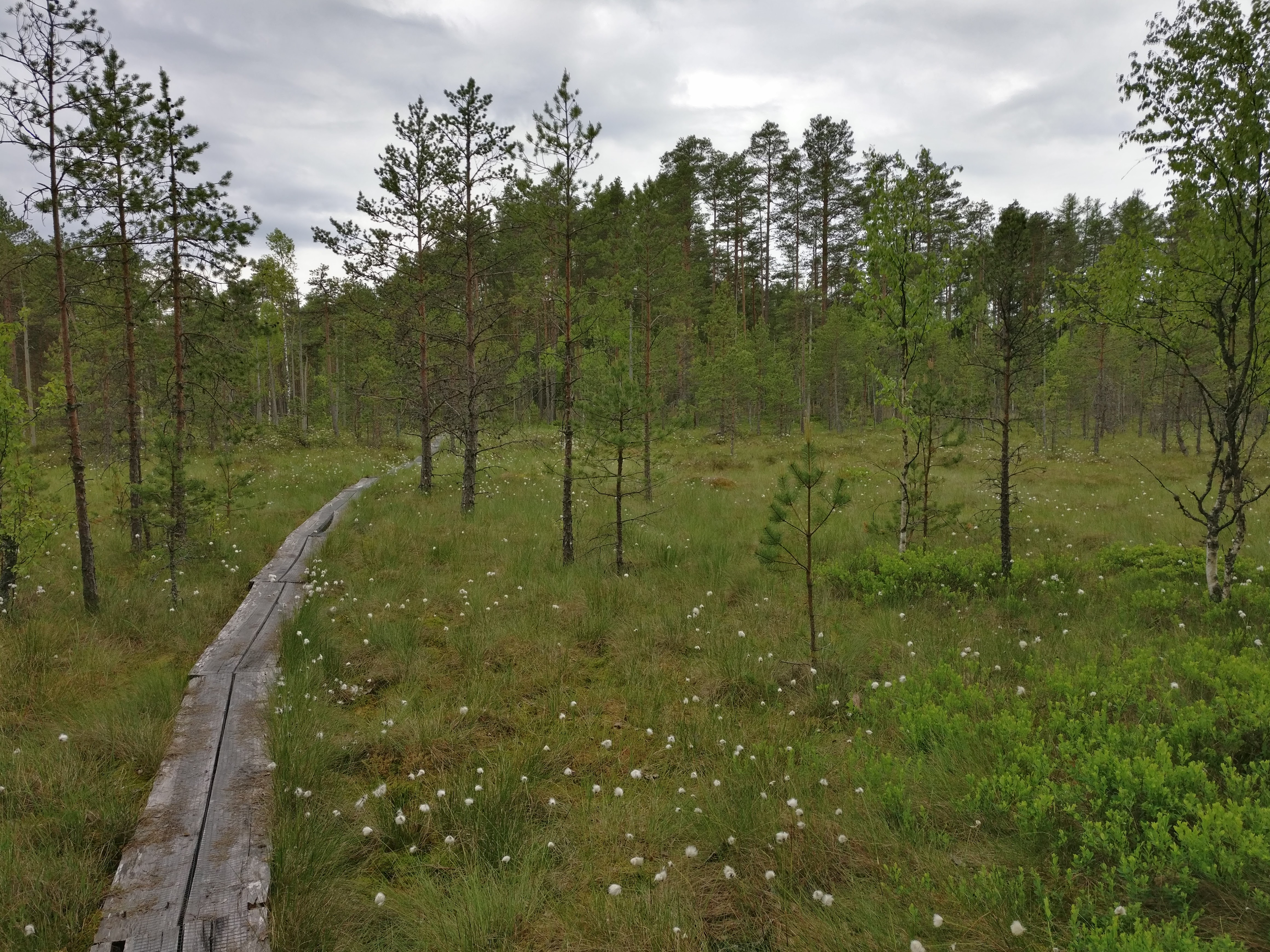
Болото Теринги, входящее в сеть «Натура 2000»

Соответствие охраняемых территорий Эстонии категориям МСОП:
| Категория МСОП | Согласно Закону об охране природы |
| Ia             | природный резерват |
| Ib             | природная часть зоны целевой охраны, наиболее строго охраняемая часть зоны целевой охраны постоянного местообитания                                                                    |
| III            | отдельный охраняемый природный объект |
| IV             | активно управляемая часть зоны целевой охраны в случае, если она создана в видоохранных целях, зона целевой охраны постоянного местообитания                                           |
| V              | активно управляемая часть зоны целевой охраны (создана с другими целями), зона целевой охраны ландшафтных заповедников, включая парки и природный объект, охраняемый на местном уровне |
| VI             | зона ограниченного доступа заповедников, национальных парков и постоянных местообитаний, а также местообитания Natura-видов за пределами охраняемых территорий                         |

## Статистика
Для сохранения природного разнообразия и обеспечения благоприятного состояния находящихся под угрозой вымирания видов и их мест обитания под охрану взято около 18 % сухопутной и 26 % водной территории Эстонии.

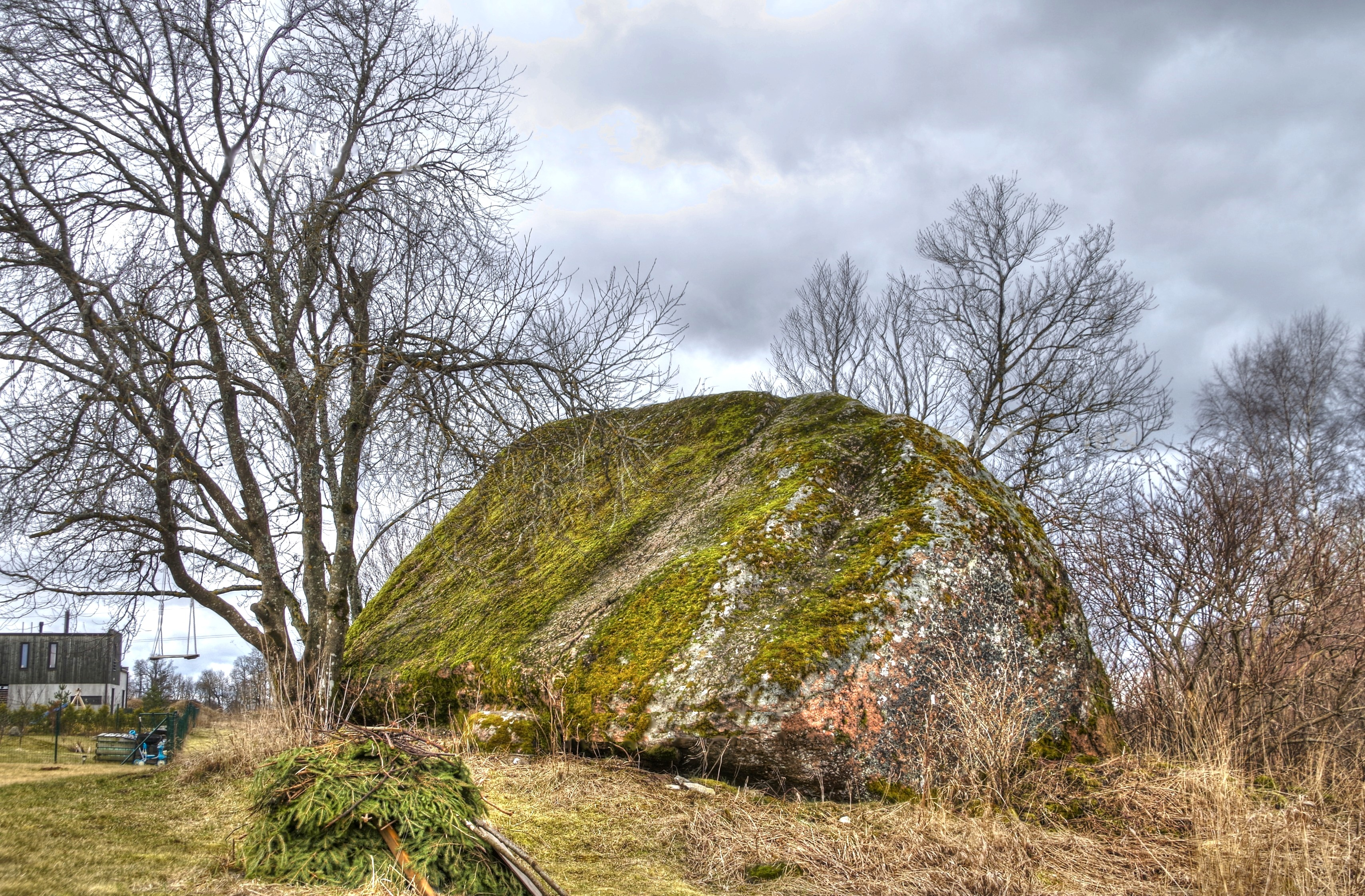
Валун Валингу, памятник природы

По состоянию на 31 декабря 2019 года в Эстонии насчитывалось 3923 охраняемых природных объекта, из них:
- национальных парков — 6,
- заповедников — 231,
- природных парков — 154,
- территорий со старым или необновлённым порядком охраны — 59,
- парков и древостоев — 512,
- заказников — 319,
- постоянных местообитаний — 1553,
- природных объектов, охраняемых на уровне местных самоуправлений — 23,
- отдельных охраняемых природных объектов — 1066.

18 июня 2020 года правительство Эстонии решило исключить из списка охраняемых государством территорий заповедники Марьялайд и Тыстамаа, а также пойменный лес реки Раннаметса, так как в них нет нуждающихся в защите природных ценностей. В дальнейшем эти территории будут охраняться как ценная среда обитания.